# Staurastrum longiradiatum
Staurastrum longiradiatum  là một loài Song tinh tảo trong họ Desmidiaceae, thuộc chi Staurastrum.